# سمیت کبد
سَمیَت کبد (مسمویت کبدی) ((به انگلیسی: Hepatotoxicity)) به معنی آسیب کبدی ناشی از مواد شیمیایی است. آسیب کبدی ناشی از دارو علت بیماری‌های کبدی حاد و مزمن است.
کبد نقشی اساسی در پاکسازی و تغییر دادن (ترادیسیدن) مواد شیمیایی دارد و از این نظر مستعد گرفتار آمدن به سمیت این عوامل است. برخی مواد دارویی خاص، در صورت مصرف بیش از حد دوز آنها و گاهی حتی در محدوده شاخص درمانی مصرف، می‌توانند به این ارگان صدمه بزنند و عضو را مجروح کنند. سایر مواد شیمیایی مانند آن‌هایی که در آزمایشگاه‌ها و صنایع مورد استفاده قرار می‌گیرند، مواد شیمیایی طبیعی (به عنوان مثال، میکروسیستین‌ها که سیانوباکتری‌ها می‌توانند تولید کنند) و داروهای گیاهی نیز می‌توانند باعث سمیت کبدی شوند.
بیش از ۹۰۰ دارو در ایجاد آسیب کبدی دخیل بوده‌اند. سمیت کبدی و آسیب کبدی ناشی از مواد مخدر نیز تعداد قابل توجهی از نارسایی‌های ترکیبی را تشکیل می‌دهد و نیاز به مدل‌های پیش‌بینی سمیت (به عنوان مثال DTI),و سنجش‌های غربالگری دارو، مانند سلول‌های بنیادی مشتق از سلول‌های بنیادی مانند سلول‌های کبدی را نشان می‌دهد. قادر به تشخیص سمیت در مراحل اولیه تولید دارو است. مواد شیمیایی غالباً باعث صدمات تحت بالینی به کبد می‌شوند که فقط با آزمایش غیرطبیعی آنزیم کبدی بروز می‌کند.
آسیب کبدی ناشی از دارو مسئول ۵٪ از کل بستری در بیمارستان و ۵۰٪ از نارسایی حاد کبد است.

## علت
واکنش‌های دارویی نامطلوب به ۲ نوع: نوع A (ذاتی یا دارویی) یا نوع B (فردویژگی) طبقه‌بندی می‌شوند.